# Dumbrăvița (Brașov)
Dumbrăvița (in ungherese Szunyogszek) è un comune della Romania di 4888 abitanti, ubicato nel distretto di Brașov, nella regione storica della Transilvania.
Il comune è formato dall'unione di 2 villaggi: Dumbrăvița e Vlădeni.